# Estadio Municipal Doctor Olegario Henríquez Escalante
El estadio municipal Doctor Olegario Henríquez Escalante es un recinto multiusos ubicado en la ciudad de San Antonio, Región de Valparaíso, en Chile. Su capacidad es de 5 000 espectadores tras su remodelación cuya obra gruesa culminó en 2021, y ahí juega sus partidos de local el equipo de San Antonio Unido, que milita en la Segunda División Profesional de Chile. 
El estadio fue inaugurado por primera vez el 5 de mayo de 1957 como Estadio Municipal de San Antonio, contaba con una capacidad inicial para 5 mil espectadores, con gradas populares, camarines con agua caliente y fría, gimnasio y cancha de césped de dimensiones olímpicas.
Posteriormente la capacidad del recinto se redujo a sólo 2 024 espectadores debido a la inseguridad y pequeñas dimenasiones de sus 2 gradas de tablones de madera.
El nombre del estadio es en homenaje a un prestigioso médico que fue alcalde de la comuna de San Antonio. La dirección del estadio es Avenida Barros Luco 2595, esquina diputado Carlos Demarchi. El estadio posee luz artificial, permitiendo la realización de partidos nocturnos.

## Remodelación
El día 10 de agosto de 2018 fue instalada la primera piedra de la remodelación del estadio. El nuevo recinto cuenta con estándares FIFA, cancha profesional de césped natural, dos canchas auxiliares de pasto sintético, gradas cubiertas con capacidad para 5 000 espectadores con posibilidad de ampliarse a 8 000 en una segunda etapa, pista de atletismo de 8 carriles con certificación IAAF con superficies de saltos y lanzamientos, tablero electrónico LED, boleterías, zona vip, sala de conferencias, iluminación, casetas de transmisión de radio y televisión, 223 estacionamientos para automóviles y 140 estacionamientos para bicicletas.
La inversión total asciende a 15 000 millones de pesos.
El estadio concluyó su obra gruesa en 2021, sin embargo la parte final de la construcción ha seguido un tortuoso camino, pues un informe de la Contraloría en 2022 detectó severas falencias en la obra, lo cual ha retrasado la apertura del estadio en más de tres años y ha generado la indignación y movilización por parte de deportistas sanantoninos, mientras que el MOP proyecta la inauguración del estadio para el año 2025.